# CVR(T)
Combat Vehicle Reconnaissance (Tracked)  (укр. бойова гусенична машина розвідки), скор. CVR(T) — серія бойових броньованих машин, вперше розроблених у Великій Британії в 1960-ті роки компанією Alvis з метою замінити в експлуатації попередню розробку тієї ж фірми — бронеавтомобіль «Саладін». Модифікації CVR(T) включають, зокрема, легкі танки «Скорпіон» та «Сімітар», бронетранспортер «Спартан», самохідну протитанкову ракетну установку «Страйкер» та командно-штабну машину «Султан».
Всі модифікації CVR(T) мають однотипні підвіску, двигун та зварний бронекорпус з алюмінієвої броні. Загалом на озброєння британських збройних сил і армій інших країн надійшло понад 3500 машин цього класу. CVR(T), які брали участь у Фолклендській війні, війні в Перській затоці і (на озброєнні миротворців ООН) під час боснійського конфлікту, наприкінці XX і початку XXI століття поступово знімаються з озброєння британської армії. Закінчення терміну служби машин сімейства, що залишаються в строю, заплановано на 2020 рік.

## Загальний опис
Розроблені компанією Alvis наприкінці 1960-х років, машини сімейства CVR(T) були призначені для заміни в британських військах бронеавтомобілів «Саладін». Перша модель — легкий танк FV101 «Скорпіон» — надійшла на озброєння в 1973 році.

## Варіанти
- FV101 Scorpion — бойова розвідувальна машина
  - Alvis Stormer — бронетранспортер на базі агрегатів FV101, став родоначальником власного сімейства машин
- FV102 Striker — самохідний протитанковий ракетний комплекс
- FV103 Spartan — бронетранспортер (до 7 осіб особового складу, включаючи 4 членів екіпажу)
- FV104 Samaritan — броньована медична машина
- FV105 Sultan — командно-штабна машина
- FV106 Samson — броньована ремонтна-евакуаційна машина
- FV107 Scimitar — бойова розвідувальна машина
- Sabre[en] — гібрид з башти Фокса на шасі FV101 Scorpion з гарматою від FV107 Scimitar
- Sturgeon та Salamander — навчальні модифікації Spartan та Scorpion

## Оператори
- Латвія: в жовтні 2020 року Велика Британія завершила постачання Латвії 123 бронемашин CVR (T) за контрактом від вересня 2014 року.

### Латвія

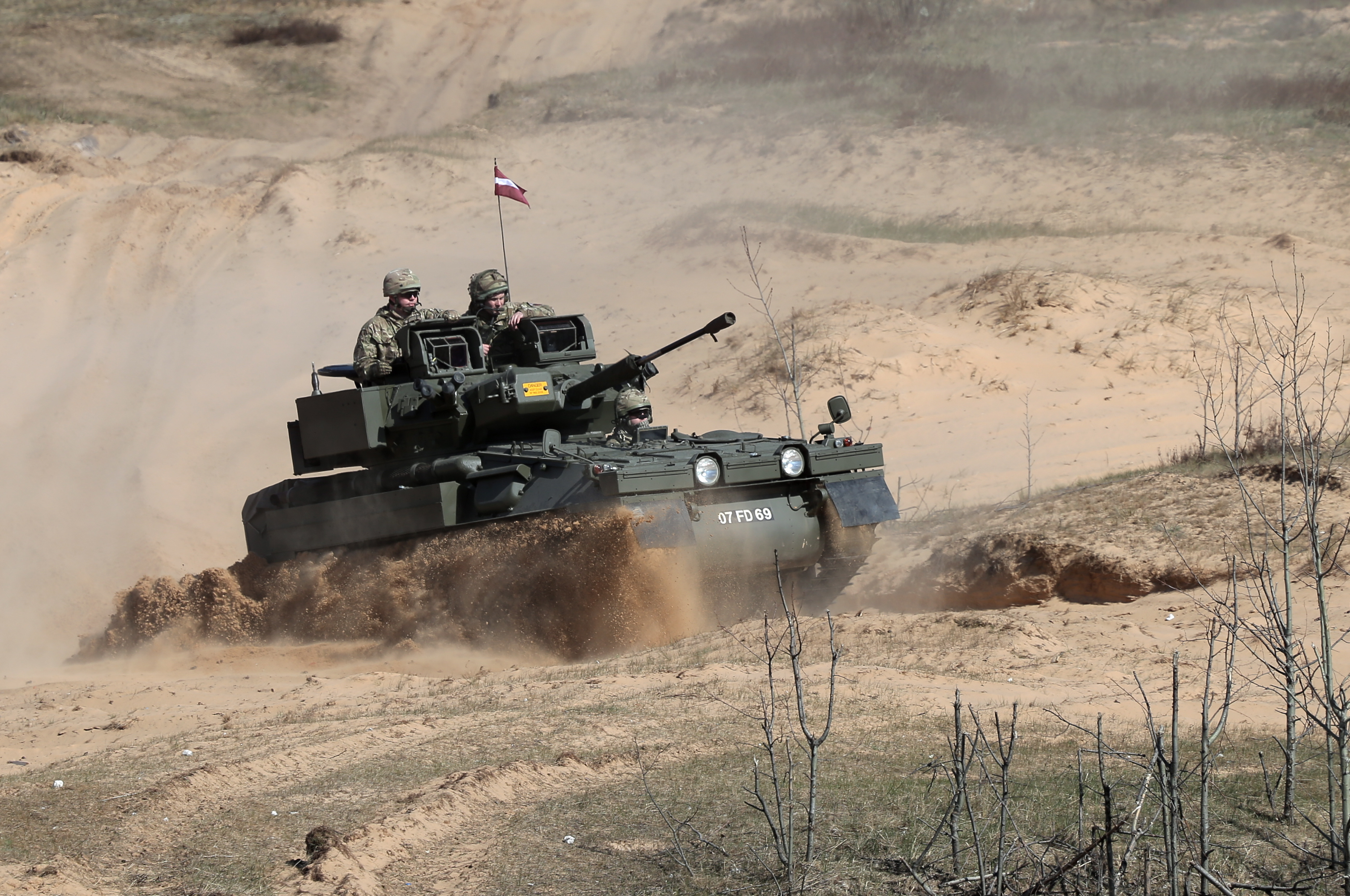
Демонстрація CVR(T) Scimitar в Латвії, 2014 рік

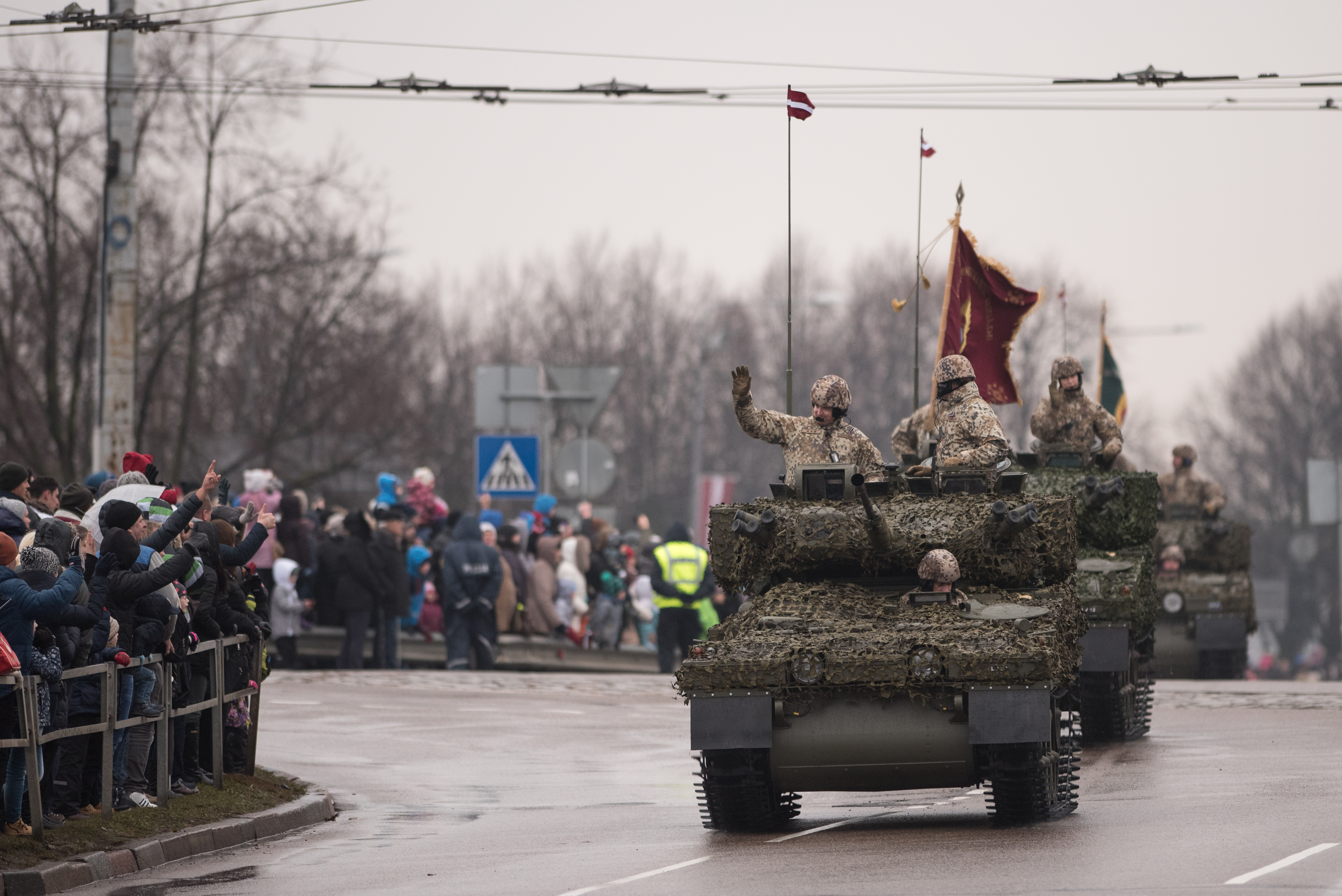
Латиський CVR(T) на військовому параді з нагоди Дня Незалежності, 2016 рік

За угодою з Великою Британією, укладеної у вересні 2014 року, Латвія отримала 123 бойові машини на платформі CVR(T). Сума підписаного контракту названа у розмірі 39,4 млн фунтів стерлінгів (46 млн євро).
Перші бойові машини CVR(T) були доставлені у Латвію восени 2015 року, перед цим вони пройшли капітальний ремонт та модернізацію, у яку входить оснащення протитанковими ракетними комплексами Spike.
Модернізацію пройшли 116 бойових машин, решта з 7 одиниць поставлені в оригінальному вигляді та служать для підготовки механіків-водіїв бойових машин.
Станом на жовтень 2020 року до країни очікується постачання ще однієї партії в рамках угоди підписаної у листопаді 2019-го року.
Бойові гусеничні машини CVR(T) призначені для оснащення бронетехнікою піхотної бригади латвійської армії.
Для забезпечення боєприпасами цих бойових машин, у Латвії збираються організувати їх виробництво на одному з місцевих підприємств, серед яких D Dupleks, Daugavpils skrošu rūpnīca та Vladcom.
Станом на 2017-й рік постачання снарядів до 30-мм автоматичних гармат RARDEN здійснювала компанія BAE Systems.
Того ж року BAE Systems вивчала можливості місцевих виробників аби у співпраці з ними розпочати виробництво боєприпасів на території Латвії.

### Україна
Україна отримала кількадесят машин CVR(T) як міжнародну технічну допомогу від Великої Британії. Також в жовтні 2022 року Петро Порошенко спільно з внесками благодійників придбав певну кількість FV105 «Sultan», FV103 «Spartan» та FV104 «Samaritan».